# Дарьганга (плато)
Дарьга́нга (монг. Дарьганга) — вулканическое плато на юго-востоке Монголии (аймак Сухэ-Батор) и севере Китая.
Высота плато составляет 1300—1400 м. Поверхности плато покрыта молодыми базальтовыми лавами, местами без почвенного покрова. Над ними возвышаются многочисленные (более 200) вулканические конусы разной сохранности (большая часть частично разрушена взрывами). Лучше всего сохранился вулкан Дзотол-Хан-Уул (1778 м) на востоке плато, который, возможно, извергался в историческое время. На плато расположена одна из 10 священных гор Монголии Дарь-Овоо.
На днищах западин — солончаки, такыры, небольшие озёра; по окраинам — скопления песков, особенно значительные на юго-западе (Молцог-Элс). Характерны сухие древние речные долины. В ландшафте преобладают пологие увалы и мелкосопочник, пустынные и сухие злаковые степи. У озёр — заросли вяза и ивы.